# Liz Bogus
Elizabeth Ely Bogus (* 24. Februar 1984 in Provo, Utah) ist eine ehemalige US-amerikanische Fußballspielerin und -trainerin.

## Karriere

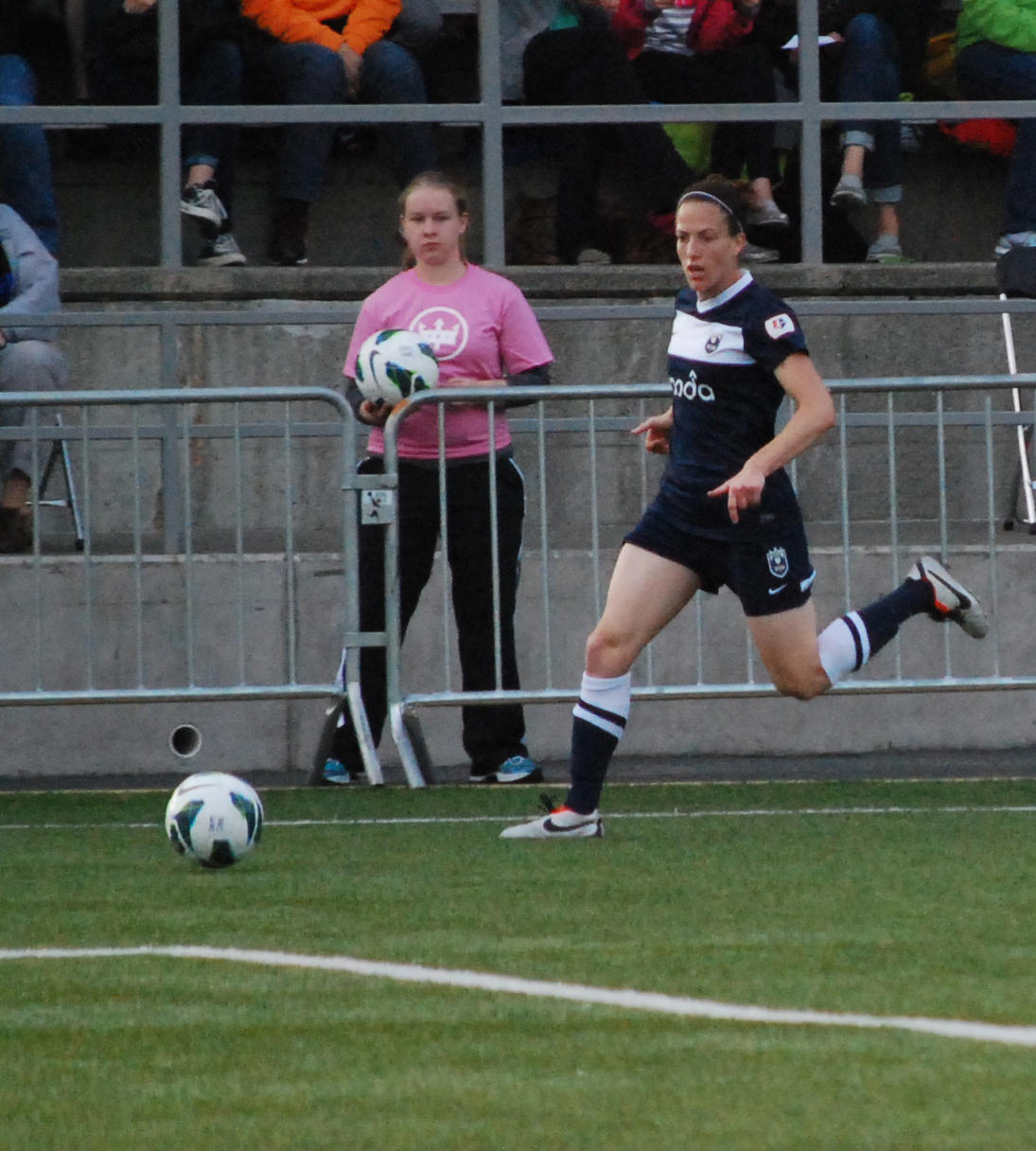
Bogus in einem Ligaspiel des Seattle Reign FC (2013)

Von 2004 bis 2008 spielte Bogus für diverse zweitklassige Teams in der W-League beziehungsweise WPSL und wechselte dabei jährlich den Arbeitgeber. Vor der WPS-Saison 2009 wurde sie vom FC Gold Pride gedraftet, schloss sich jedoch noch vor Saisonstart dem Ligakonkurrenten Los Angeles Sol an, für den sie in sieben Saisonspielen auflief. Die beiden folgenden Jahre verbrachte Bogus, ebenfalls in der WPS, bei den Boston Breakers, ehe sie für die Saison 2012 zu den Pali Blues zurückkehrte.
Ab Herbst 2012 lief sie gemeinsam mit ihrer Landsfrau Casey Berrier für den finnischen Erstligisten PK-35 Vantaa auf, für den sie unter anderem auch in zwei Partien in der Champions League spielte und am Saisonende Meisterschaft und Pokalsieg feiern konnte. Anfang 2013 wurde Bogus beim Supplemental Draft der neugegründeten NWSL in der vierten Runde an Position 26 vom Seattle Reign FC verpflichtet, ihr Ligadebüt gab sie dort am 14. April 2013 gegen die Chicago Red Stars. Ihren ersten Treffer in der NWSL erzielte sie am 25. Juli, ebenfalls gegen Chicago.
Im Dezember 2013 unterschrieb sie einen Vertrag beim Ligakonkurrenten FC Kansas City, mit dem sie am Saisonende die Meisterschaft in der NWSL feiern konnte. Nach der erfolgreichen Titelverteidigung beendete Bogus ihre Karriere.

## Erfolge
- 2008: W-League-Meisterin mit Pali Blues
- 2012: Meisterin der Naisten Liiga mit PK-35 Vantaa
- 2012: Pokalsiegerin mit PK-35 Vantaa
- 2014, 2015: NWSL-Meisterin mit FC Kansas City